# Gaëtan Vigneron
Pour les articles homonymes, voir Vigneron (homonymie).
Gaëtan Vigneron, né le 23 janvier 1961, est un journaliste et commentateur sportif belge, travaillant pour la RTBF. Il a commenté plusieurs coupes du monde de football, championnats d’Europe de football et ligues des champions et est le commentateur principal des Grands Prix de Formule 1 depuis 1994. Il a présenté également en alternance le Week-end sportif de 2001 à 2020.

## Biographie
Né le 23 janvier 1961 et titulaire d'un diplôme de droit, il commence sa carrière dans différents cabinets d'avocats à l'étranger. Par la suite, il se réoriente vers le journalisme et entre au service des sports de la RTBF en 1987. Il y commente la Coupe du monde de football de 1990. En 1991, il commente son premier Grand Prix de Formule 1 aux côtés de Richard Debeir à l'occasion du Grand Prix d'Espagne. En 1994, il devient le commentateur principal de la discipline pour la RTBF, fonction qu'il remplit toujours en 2025,.
Parallèlement à la Formule 1, il commente également des matchs lors de plusieurs championnats d’Europe de football et Ligues des champions, ainsi que lors de plusieurs autres coupes du monde (1994, 1998, 2002 et 2014). À certaines occasions, ses commentaires ont suscité de nombreuses réactions sur les réseaux sociaux, notamment lors de l'édition 2014, après avoir annoncé avec enthousiasme la fin de la prolongation de la rencontre Grèce - Costa Rica quatre minutes avant la fin effective du temps réglementaire,,,.
À côté de ses activités de commentateur sportif, il présente également en alternance le Week-end sportif depuis 2001 ainsi que l'émission Warm Up en prélude aux différents Grand Prix,.